# Jon Abrahams
Jon Abrahams (* 29. říjen 1977, New York, USA) je americký filmový a televizní herec.
Abrahams už byl obsazen do desítky i českým divákům známých filmů, jako například Scary Movie nebo Fotr je lotr. Roli si zahrál i po boku Susan Sarandon a Seana Penna ve filmu Mrtvý muž přichází a za sebou má i dotočení filmu Ideál s Meryl Streep a Umou Thurman. Mohli jsme ho také vidět ve filmech Texas Rangers nebo Dům voskových figurín.